# 宫雪非
宫雪非（1972年—），男，中国天文仪器专家，现任中国科学院南京天文光学技术研究所所长、研究员、博士生导师，中国科学院国家天文台副台长（兼）。